# Comtat de Middlesex (Jamaica)
El Comtat de Middlesex (en anglès: County of Middlesex) és el comtat central dels tres comtats històrics en què es divideix Jamaica. Actualment, no té significació administrativa, ja que l'organització territorial de Jamaica es basa avui en dia en les parròquies. Abasta 5041.9 km² i té una població d'1.183.361 (aproximadament un 45% tant de la superfície com de la població de l'illa) cosa que implica que és el comtat més gran per superfície i per població dels tres de Jamaica. El comtat es divideix en cinc parròquies, i hi ha Spanish Town, l'antiga capital de l'illa.

## Història
Els tres comtats de Jamaica foren establerts el 1758 per facilitar l'establiment dels tribunals dins el sistema d'administració territorial de justícia britànic del moment.
 Middlesex, que és el comtat geogràficament central, va rebre aquest nom presumiblement degut a aquesta posició central. Spanish Town era la seva capital de comtat.

## Parròquies

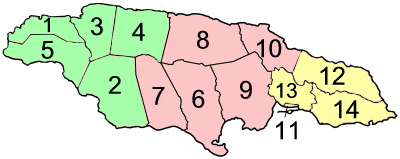
Divisió territorial de Jamaica. El comtat de Middlesex és en color rosa.

| Comtat de Middlesex |                     |          |                    |                 |
| Al mapa             | Parròquia           | Àrea km² | Població Cens 2001 | Capital         |
| 6                   | Clarendon           | 1,196.3  | 237,024            | May Pen         |
| 7                   | Manchester          | 830.1    | 185,801            | Mandeville      |
| 8                   | Saint Ann           | 1,212.6  | 166,762            | Saint Ann's Bay |
| 9                   | Saint Catherine     | 1,192.4  | 482,308            | Spanish Town    |
| 10                  | Saint Mary          | 610.5    | 111,466            | Port Maria      |
|                     | Comtat de Middlesex | 5041.9   | 1,183,361          |                 |
|                     | Total de Jamaica    | 10,990.5 | 2,607,631          | Kingston        |